# Bernard Rawe
Bernard Rawe, häufig fälschlicherweise Bernhard Rawe geschrieben, (* 27. Oktober 1864 in Münster; † 15. Februar 1950 in Nordhorn) war ein deutscher Kaufmann und Unternehmer in der Textilindustrie. Der Konzern B. Rawe & Co. war das drittgrößte Textilunternehmen Nordhorns, bevor die Produktion 2001 nach einer Insolvenz eingestellt und das Unternehmen liquidiert wurde.

## Leben und Werk
Rawe war der zweite Sohn des Münsteraner Kaufmanns Friedrich Wilhelm Rawe und dessen Frau Mathilde Rawe geb. Heitmann. Sein älterer Bruder hieß Wilhelm. Nach seiner schulischen Ausbildung zunächst im Realgymnasium Münster und anschließend im Realgymnasium Osnabrück durchlief er ab 1880 eine kaufmännische Lehre im Textileinzelhandelsgeschäft der Familie von Brenken in Lingen (Ems). Anschließend war er in kaufmännischen Stellungen in Köln und in Spinnwebereien in Großbritannien, bei der Textileinzelhandels-Firma Cords in Berlin sowie ab 1885 als Prokurist in der Textilgroßhandlung seines Onkels Heinrich Schnieder in Elberfeld tätig.
1886 lernte Rawe in der Tanzschule die Nordhornerin Ella Kistemaker (* 18. Dezember 1867) kennen; die Münsteraner Zweige der Familien Rawe und Kistemaker waren bereits befreundet. 1888 zog Rawe nach Nordhorn und kaufte sich mit finanzieller Unterstützung seines Onkels Heinrich Schnieder als Teilhaber in die Mechanische Spinnerei Kistemaker ein, die von dem früh verstorbenen Vater seiner Freundin, dem Fabrikanten Hermann Kistemaker (1826–1875), und dessen Bruder gegründet worden war. Die Baumwollspinnerei beschäftigte 50 Arbeitskräfte, die an 3000 Spindeln arbeiteten und firmierte nun unter Kistemaker & Rawe. Da sich der kleine Betrieb als nicht ausbaufähig erwies, errichtete Rawe ab 1889 am Hangkamp eine neue Spinnerei, die anfangs 8000 Spindeln umfasste und 80 Arbeiter beschäftigte. Der alte Betrieb wurde stillgelegt und die Gebäude zu Arbeiterwohnungen umgebaut.
Am 10. Juni 1890 heirateten Bernard Rawe und Ella Kistemaker. Das Paar zog zu der verwitweten Mutter, Berta Mulert, und dem älteren Bruder Ella Kistemakers, der ebenfalls Herrmann hieß, in das elterliche Anwesen Haus Maate in Nordhorn.
Im selben Jahr gründete Rawe mit diesem Schwager und gleichnamigen Sohn seines verstorbenen Schwiegervaters Hermann Kistemaker sowie seinem Freund Kurt Schlieper (1868–1953) aus Elberfeld die Firma Kistemaker, Rawe & Schlieper, die die neue Spinnerei am Hangkamp betrieb. 1896 baute er die erste Rohnesselweberei Nordhorns auf, zu deren Zweck er die Firma B. Rawe & Co. gründete, weiterhin engagierte er sich als erster deutscher Textilunternehmer gleichzeitig in den Bereichen der Spinnerei und Weberei und führte diesen Produktionstyp in Nordhorn ein, der sich als der geeignetste Produktionstyp in der westmünsterländischen Baumwollindustrie durchsetzen sollte. Zu diesem Zweck gründete er 1911 zusammen mit dem gebürtigen Nordhorner Willem van Delden in Gronau und dessen Schwiegersohn Engelbert Stroink die Baumwollspinnerei Bussmaate GmbH.
Um 1901 nahmen die Eheleute Rawe die siebenjährige Else Kistemaker (* 13. August 1896 in Lingen; † 2. April 1939 in Osnabrück) als Pflegekind auf und adoptierten sie später, nachdem ihr leiblicher Vater, der Rechtsanwalt Paul Kistemaker (ein Vetter von Ella Rawe) nach schwerer Krankheit 1903 gestorben war und ihre Mutter Mimi Kistemaker geb. Lameyer aus Vechta ebenfalls erkrankte und wenige Jahre danach verstarb. Else Kistemaker heiratete 1917 den späteren Reichstagsabgeordneten August Crone-Münzebrock.
1914 wurde Bernard Rawe zum Kriegsdienst eingezogen, diente als Rittmeister und wurde gegen Kriegsende zum Major befördert. Auf der Rückreise erkrankte er und musste längere Zeit im Bonner Krankenhaus behandelt werden.
Ab 1917 unterhielt die Familie einen Zweitwohnsitz in Berlin. Die Frauen hielten sich in der Regel im Sommer in Nordhorn und im Winter in Berlin auf, während Bernard Rawe je nach beruflicher Anforderung hin und her reiste.
Ab 1933 stand Bernard Rawe alters- und krankheitsbedingt nur noch formell dem Unternehmen vor; 1938 übernahm Rudolf Beckmann als neuer Hauptgesellschafter auch die Geschäftsführung.
Am 27. Oktober 1949, wenige Monate vor seinem Tod, wurde Bernard Rawe zum Ehrenbürger der Stadt Nordhorn ernannt.